# Gochnatioideae
Gochnatioideae je potporodica glavočika. Sastoji se od 8 ili 9 rodova smještenih u jedan tribus,, od kojih je posljednji,Tehuasca, otkriven 2019. godine u Meksiku.
Ime je dobila po rodu Gochnatia, a rod Tehuasca Panero, 2019 nije zabilježen u kompletnom popisu Svjetskog bilja.

## Rodovi
1. Subfamilia Gochnatioideae (Benth. & Hook. fil.) Panero & V. A. Funk
  1. Tribus Gochnatieae (Benth.) Panero & V. A. Funk
    1. Cyclolepis Gillies ex D. Don (1 sp.)
    2. Gochnatia Kunth (18 spp.)
    3. Vickia Roque & G.Sancho (1 sp.)
    4. Anastraphia D. Don (33 spp.)
    5. Moquiniastrum (Cabrera) G. Sancho (22 spp.)
    6. Nahuatlea V. A. Funk (7 spp.)
    7. Cnicothamnus Griseb. (2 spp.)
    8. Richterago Kuntze (17 spp.)